# محمد خليل هراس
محمد خليل حسن هراس. أحد أبرز دعاة جمعية أنصار السنة المحمدية

## مولده
ولد بقرية الشين التابعة لمركز قطور بمحافظة الغربية في مصر سنة 1334 هـ، 1916م.

## دراسته
بدأ دراسته في الأزهر الشريف منذ صغره سنة 1926م، والتحق بكلية أصول الدين حتى تخرج منها سنة 1940م. ثم نال درجة العالمية (الدكتوراة) في التوحيد والمنطق.

## نقطة تحول
يذكر تلميذه الشيخ محمد بن أمان الجامي أن د. هراس تخصص في علم الفلسفة والمنطق بعد تخرجه من جامعة الأزهر. وكان يكن العداء لابن تيمية لما يعرفه من أنه عدو للفلاسفة وأصحاب المنطق. فلما أراد التقدم للحصول على درجة العالمية أشار عليه البعض أن يكتب رسالة في الرد على ابن تيمية. واستجاب الشيخ، فجمع ماوقعت عليه يداه من كتب ابن تيمية، ثم عكف على دراستها لمدة ثلاثة أشهر. فانتهى بعد هذه الدراسة إلى الإقرار -بحسب تعبيره- بأنه «لم يفهم الإسلام إلا بعد دراسة هذه الكتب»، وقام الشيخ بتحويل موضوع الرسالة إلى رسالة في الانتصار لابن تيمية ومنهجه بعنوان «ابن تيمية السلفي».

## وظائفه
عمل كأستاذ بكلية أصول الدين في جامعة الأزهر الشريف، ثم أُعير للعمل بالمملكة العربية السعودية بناء على طلب شخصي من الشيخ عبد العزيز بن باز، حيث قام بالتدريس في جامعة الإمام محمد بن سعود الإسلامية في الرياض، ثم عاد إلى مصر ثم أُعير مرة أخرى، ليشغل منصب رئيس شعبة العقيدة في قسم الدراسات العليا في كلية الشريعة سابقاً - وهي جامعة أم القرى حالياً- في مكة المكرمة. بعد عودته إلى مصر، شغل منصب نائب الرئيس العام لجمعية أنصار السنة المحمدية، ثم الرئيس العام لها.

## جهوده الدعوية
يعد الشيخ من أبرز دعاة السلفية في مصر في العصر الحديث واشتهر بأنه كان من أشد الناس في التصدي للصوفية ومنكري السنة، لما يراه في منهجهم من ابتداع وخروج عن تعاليم الكتاب والسنة حتى وصل الأمر ببعض المتشددين إلى محاولة قتله أكثر من مرة. في عام 1973م قام بالاشتراك مع د. عبد الفتاح سلامة بتأسيس جماعة الدعوة الإسلامية في محافظة الغربية في مصر، وكان أول رئيس لها.
كما كانت له عناية بالتدريس والتعليم، حيث تتلمذ على يديه العديد من العلماء والدعاة، ومنهم:
- الشيخ محمد أمان الجامي.
- د. عبد الفتاح سلامة.
- الشيخ علي بن ناصر الفقيهي.

## مصنفاته
له مؤلفات عديدة، منها:
1. «ابن تيمية السلفي». وهي الأطروحة التي تقدم بها الشيخ وحصل على درجة العالمية (الدكتوراة).
2. «الصفات الإلهية عند ابن تيمية».
3. «ابن تيمية ونقده لمسالك المتكلمين في مسائل الإلهيات».
4. شرح «العقيدة الواسطية».
5. شرح «القصيدة النونية» لابن القيم في مجلّدين.

كما أنه قام بتحقيق العديد من كتب التراث الإسلامي، منها:
1. تحقيق وتعليق على كتاب «السيرة النبوية» لابن هشام.
2. تحقيق وتعليق على كتاب "التوحيد" لابن خزيمة.
3. تحقيق ونقد كتاب «الخصائص الكبرى» للسيوطي.
4. تحقيق كتاب «المغني» لابن قدامه المقدسي.
5. تحقيق وتعليق على كتاب «الأموال» لأبي عُبيد القاسم بن سلام.

## وفاته
توفى في شهر سبتمبر سنة 1975م عن عمر يناهز الستين. كانت آخر خطبة له بعنوان «التوحيد وأهمية العودة إليه»، حيث توفي بعدها مباشرة.